# Lu Yue
Lu Yue est un cinéaste chinois, directeur de la photo et réalisateur, né en 1957 à Tianjin.

## Biographie
Lu Yua a terminé ses études à l’Académie de Cinéma de Pékin en 1982, avant de les poursuivre en France à l’Université Paris 8 (Arts Visuels).

## Filmographie

### Directeur de la photo
- 1984 : Lie chang zha sha
- 1987 : Tian pu sa
- 1994 : Pan Yuliang artiste peintre (Hua hun) de Shuqin Huang
- 1994 : Vivre ! (Huozhe) de Zhang Yimou
- 1995 : Shanghai Triad (Yao a yao yao dao waipo qiao) de Zhang Yimou
- 1997 : You hua hao hao shuo
- 1998 : Xiu Xiu (Tian yu)
- 1999 : Meili xin shijie
- 2000 : Plus fort que le silence (Piao liang ma ma) de Zhou Sun
- 2000 : La Malédiction de la statue noire (Die Rückkehr des schwarzen Buddha) (TV) de Ronald Eichhorn
- 2002 : Am anderen Ende der Brücke
- 2003 : Cheonnyeon ho

### Réalisateur
- 1987 - La Sept/ Arte : Nujiang, la Vallée perdue
- 1998 : Zhao xiansheng
- 2003 : Mei ren cao
- 2006 : Xiao shuo
- 2006 : Shi san ke pao tong

## Récompenses
- Il obtient le Prix Nanouk au Bilan du Film Ethnographioque (Paris)pour "Nujiang, la vallée perdue"

Il obtient le Léopard d'or avec son deuxième film Zhao xiansheng au Festival de Locarno. Il obtientla Palme de la photographie à Cannes et est nommé aux Oscars pour la photographie de "Shanghai Triad" (1995).